# Knecht Ruprecht

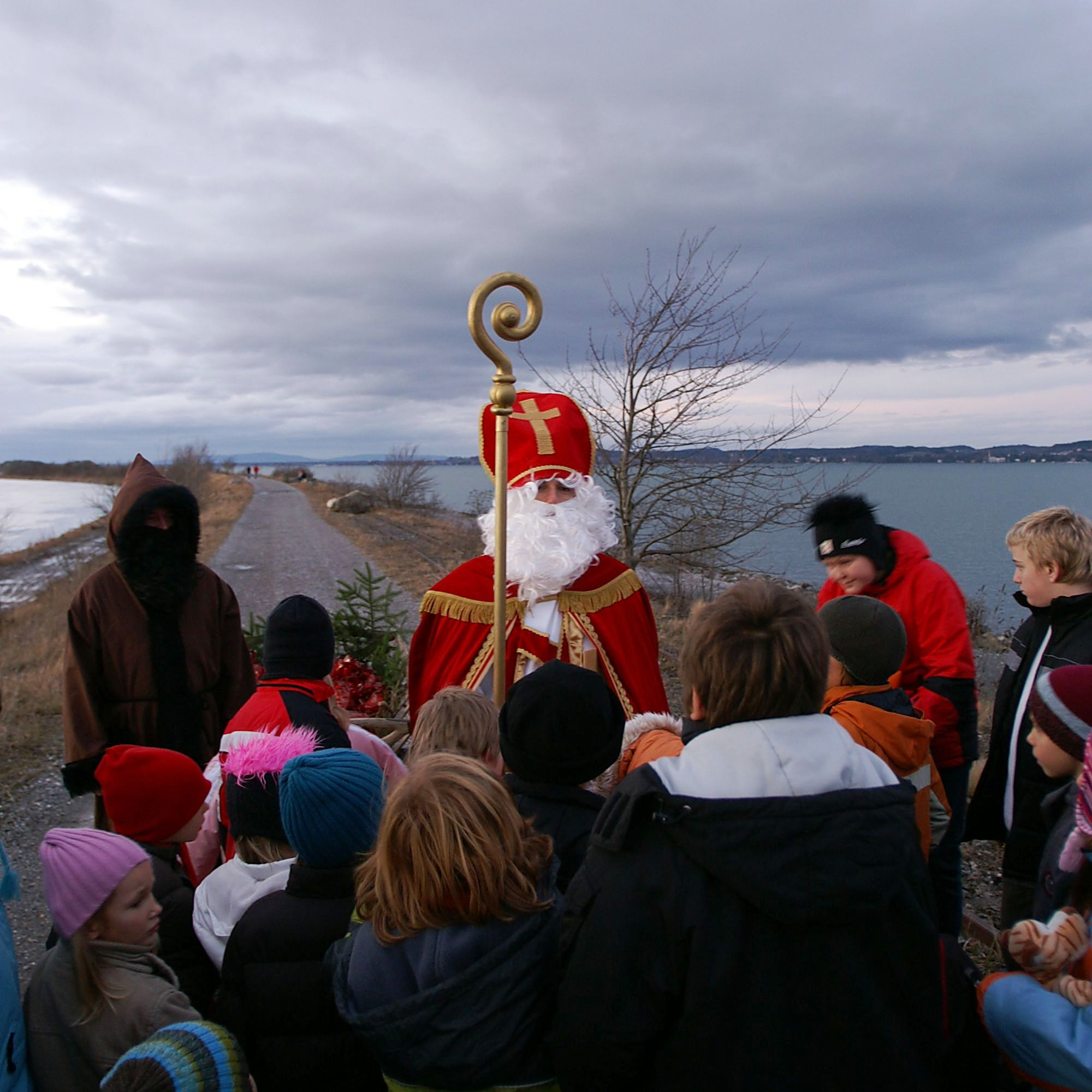
San Nicolás (Estanislao, al centro) y Knecht Ruprecht (a la izquierda) reparten regalos a los niños desde su carro de mano

Knecht Ruprecht (pronunciación en alemán: /ˌknɛçtˈʁuː.pʁɛçt/ⓘ; en alemán Ruprecht es un nombre propio y Knecht  significa 'criado' o 'sirviente') es el ayudante de San Nicolás que, en la tradición moderna (aunque no contemporánea) de los países de habla germana, lo acompaña en la visita a los niños en su casa la víspera del 6 de diciembre. El sirviente se define como un personaje malévolo, antagonista del obispo Nicolás y su bondad. Aunque está a sus órdenes, es profundamente perverso y actúa como encargado de los castigos.

## Tradición  deKnecht Ruprechty su papel en la visita de San Nicolás
La idea original de esta visita se basa en la costumbre de ir por los hogares pidiendo comida, atenciones y acogida. La comitiva de San Nicolás que incluye a su criado Ruprecht va de casa en casa recibiendo agasajos de la gente y, cuando trata de alguien pudiente, lo agradece con buenos regalos. 
Antes de la Reforma, San Nicolás llevaba algunos obsequios a los niños de manera relativamente incondicional. La reforma de Martin Lutero traslada la usanza de regalos a los niños por Nicolás a otra costumbre diferente, en la que es el Niño Jesús quien trae los obsequios y no lo hace el 6, sino el 25 de diciembre. Esto no ocurre porque Lutero haya tenido particularmente algo en contra de San Nicolás, sino porque su reforma quería volver a centrar el énfasis de la religión en Cristo y desestimar en general a cualquier otro intermediario entre Dios y los hombres.

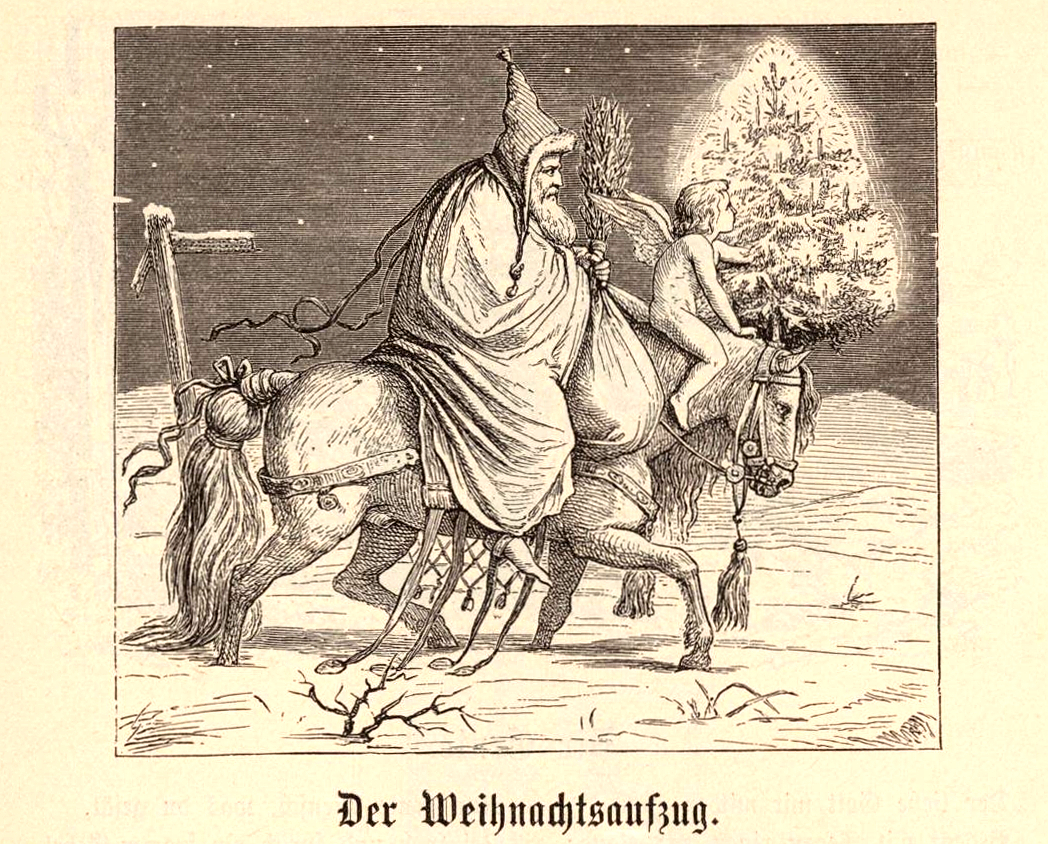
En el siglo no es raro encontrar ilustraciones del Niño Jesús con Knecht Ruprecht, en esta imagen, cabalgando juntos

La tradición deriva, sin embargo, en la época de la Contrarreforma en una actividad estricta y educativa, donde, dependiendo del comportamiento de los niños (que son acuciosamente interrogados), pueden recibir premios o castigos. En este acto, el rol de San Nicolás es esencialmente positivo, mientras que a Knecht Ruprecht le corresponde desempeñar el papel contrario, como un personaje odioso, castigador y represivo.
Paradójicamente, Santa Claus (el Weihnachtsmann, que es obviamente una derivación de San Nicolás, obispo de Myra, y quien a su vez adquirió fama de obsequiador por haber entregado gran parte de su fortuna a los pobres) es en la época actual el encargado de los regalos en las regiones evangélicas (protestantes) de Alemania, mientras que el Niño Dios (das Christkind) ha sido rescatado como figura obsequiadora en las regiones católicas.
Mientras Nicolás, como santo, es una suerte de mensajero de la divinidad y el cielo, el sirviente Knecht Ruprecht es esencialmente malo, perverso, en realidad es un representante del demonio. Mas se trata de un «demonio domesticado», porque está dominado por su amo santo, Nicolás.
Knecht Ruprecht y San Nicolás fueron puestos en escena en las festividades familiares hasta el siglo xix, incluso hasta mediados del siglo xx. Más adelante hay una suerte de fusión de ambos personajes, de modo tal que es Santa Claus quien hace las vistas y aunque como siempre trae regalos, no lo hace incondicionalmente, sino solo a los niños que han mostrado durante el año un buen comportamiento. 
Aunque Ruprecht y Nicolás han sido relevados por el Niño Jesús y Santa Claus (o Weihnachtsmann), el 6 de diciembre continúa siendo una celebración relevante en Alemania en el periodo previo a la Navidad. En la época actual y en el ámbito cultural germanoparlante, los niños reciben en esa fecha algunos regalos menores (generalmente algunas golosinas), mientras que en Navidad suelen entregarse los regalos más importantes.

## Los castigos
Los niños que se han comportado mal tienen que vérselas con Knecht Ruprecht, quien en lugar de chocolates y golosinas les dará trozos de carbón o patatas. En casos de grave incumplimiento de deberes y reglas, incluso podría usar el látigo que lleva siempre consigo para castigarlos. En algunos lugares, como en las diversas aldeas de los Montes Metálicos se dice que Ruprecht se ha emancipado de su amo, de modo que concurre solo, decidiendo él mismo tanto sobre castigos, como sobre premios y regalos.

## Nombres alternativos
El mismo personaje, con roles similares tiene también otros nombres según la región. En la zona del Eifel por ejemplo, el mismo acompañante de San Nicolás se llama Belzebub, con iguales características simbólicas de maldad y brutalidad, con idéntico rol antagonista que contrasta fuertemente con el personaje comprensivo y bondadoso que encarna Nicolás. También ha variado en el tiempo: Belzen-Rupert, es el nombre en alemán antiguo para Knecht Ruprecht. En la zona lingüística del alto alemán central occidental se denominaba antiguamente  Belznickel  o  Pelznickel a un tipo encapuchado que aparecía en la época previa a la Navidad, pero este personaje resumía ambas figuras, la de San Nicolás y la de Knecht Ruprecht.